# Donald Barthelme
Donald Barthelme (Filadelfia, 7 de abril de 1931 - Houston, 23 de julio de 1989) fue un escritor estadounidense, autor de relatos y novelas.
Trabajó también como reportero para el diario Houston Post, como redactor jefe de la revista Location, como director del Museo de Arte Contemporáneo de Houston, Texas (entre 1961 y 1962), y como profesor en varias universidades. Fue cofundador de la revista Fiction, junto con Mark Mirsky y la ayuda de Max y Marianne Frisch. Fue uno de los impulsores del Programa de Escritura Creativa de la Universidad de Houston.

## Infancia y juventud
Donald Barthelme nació en Filadelfia en 1931, hijo de Donald y Helen (de soltera Bechtold) Barthelme. La familia se trasladó a Texas dos años después, ya que el padre de Barthelme encontró trabajo como profesor de Arquitectura en la Universidad de Houston, en la que posteriormente su hijo estudiaría Periodismo. En 1951, siendo todavía estudiante, el joven Barthelme escribió sus primeros artículos para el diario Houston Post. Reclutado en 1953, durante la guerra de Corea, llegó a dicho país el 27 de julio, el preciso día en que se firmaba el alto el fuego que puso final a la contienda. Trabajó durante un corto período de tiempo como editor en el periódico del Ejército de los Estados Unidos antes de regresar a su país natal y a su puesto en el Houston Post. Tras su regreso, se reincorporó a la universidad y emprendió estudios de Filosofía, pero, aunque continuó asistiendo a clase hasta 1957, no llegó nunca a graduarse.
Con su padre mantuvo las tensos enfrentamientos propios de la relación entre un padre exigente y un hijo rebelde. El padre de Barthelme, a pesar de sus opiniones vanguardistas en arte y arquitectura, no aprobaba los gustos literarios de su hijo. Se ha dicho que el padre es retratado por Barthelme en algunas de sus novelas, concretamente en The Dead Father y The King, en los personajes del rey Arturo y Lanzarote. La ruptura con la familia se puso de manifiesto también en su abandono del catolicismo familiar (su madre era especialmente devota).

## Primeras publicaciones
En 1961, Barthelme fue nombrado director del Museo de Arte Contemporáneo de Houston. Ese mismo año publicó su primer relato breve. Su primera publicación en The New Yorker data de poco después: «L'Lapse» (1963). La prestigiosa revista continuaría publicando varias de las primeras producciones de Barthelme, incluyendo relatos como «Me and Miss Mandible», la historia de una persona de 35 años de edad que es enviada a una escuela elemental por un error administrativo, y «A Shower of Gold», en la que un escultor acepta participar en el concurso existencialista Who Am I? En 1964, Barthelme recopiló sus primeros relatos en el volumen Vuelve, Dr. Caligari, muy favorablemente recibido por la crítica, que lo consideró un innovador en la forma del relato. Su estilo atrajo a numerosos imitadores, y marcó la evolución del relato breve en Estados Unidos en las siguientes décadas.
Sus éxitos en el campo del relato breve continuaron con el volumen Prácticas indecibles, actos antinaturales (Unspeakable Practices, Unnatural Acts, 1968). Uno de los relatos más veces recogidos en antologías de este libro, «The Balloon», parece reflejar las intenciones del propio autor en cuanto que artista. El narrador del cuento infla un globo gigantesco e irregular que cubre la mayor parte de Manhattan, causando entre la multitud reacciones sumamente variadas. Los niños juegan sobre él, disfrutándolo de forma literalmente «superficial»; los adultos intentan encontrar en él un significado, pero se ven frustrados por su forma siempre cambiante: las autoridades intentan destruirlo, sin éxito. Sólo en el párrafo final descubre el lector que el narrador ha inflado el globo por razones puramente personales, y que no ve un significado intrínseco en el globo en sí mismo, lo que puede ser interpretado como una metáfora de la naturaleza amorfa e incierta de las ficciones de Barthelme. Otros destacados relatos de esta colección son «The Indian Uprising», que narra el ataque de una tribu comanche a una ciudad moderna, y «Robert Kennedy Saved From Drowning», una serie de viñetas sobre las dificultades para conocer de verdad a un personaje público; el relato se publicó sólo dos meses antes del asesinato de Robert F. Kennedy.

## Otras obras
Barthelme publicaría posteriormente más de un centenar de relatos, aparecidos en los libros City Life (1970), Sadness (1972), Amateurs (1976), Great Days (1979), Overnight to Many Distant Cities (1983), y el póstumo Teachings of Don B. (1992). Muchas de ellos serían revisados por el autor para su reedición en las antologías Sixty Stories (1981) y Forty Stories (1987). Aunque es sobre todo conocido por sus relatos breves, Barthelme es autor también de cuatro novelas, en las que utiliza el mismo estilo fragmentario: Snow White (1967), The Dead Father (1975), Paradise (1986), y The King (1990, póstuma).
Cultivó también otros géneros, como el ensayo, en Guilty Pleasures (1974) y Not-Knowing: The Essays and Interviews of Donald Barthelme. En colaboración con su hija, dio a la imprenta el libro infantil The Slightly Irregular Fire Engine, que recibió en 1972 el Premio Nacional de Literatura Infantil. Fue también director del International PEN y del Sindicato de Autores, y miembro de la American Academy and Institute of Arts and Letters.

## Últimos años/muerte
Ejerció la docencia durante breves períodos en las universidades de Boston, Búfalo y el College of the City of New York. Se casó cuatro veces. Su segunda esposa, Helen Barthelme, escribiría más tarde una biografía de su marido, titulada Donald Barthelme: The Genesis of a Cool Sound (2001). Con su tercera esposa, la danesa Birgit, tuvo a una hija llamada Anne, y hacia el final de su vida se casó con Marion, que le daría a su segunda hija, Kate. Marion y Donald continuaron casados hasta que el escritor murió en 1989 de cáncer. Sus hermanos Frederick y Steven son también respetados escritores y profesores en The University of Southern Mississippi. Frederick fue también durante un tiempo el batería de la banda de rock psicodélico Red Krayola.

### Colecciones de relatos
- Come Back, Dr. Caligari. Little, Brown (Boston), 1964.
- Unspeakable Practices, Unnatural Acts. Farrar, Straus (New York City), 1968.
- City Life. Farrar, Straus, 1970.
- Sadness. Farrar, Straus, 1972.
- Guilty Pleasures. Farrar, Straus, 1974.
- Amateurs. Farrar, Straus, 1976.
- Great Days. Farrar, Straus, 1979.
- Sixty Stories. Putnam (New York City), 1981.
- Overnight to Many Distant Cities. Putnam, 1983.
- Sam's Bar. Doubleday (New York City), 1987.
- Forty Stories. Putnam, 1987.
- Flying to America: 45 More Stories. Shoemaker & Hoard, 2007.
- The Baby. Putnam, 1987.

### Novelas
- Snow White. Atheneum (New York City), 1967.
- The Dead Father. Farrar, Straus, 1975.
- Paradise. Putnam, 1986.
- The King. Harper (New York City), 1990.

### Miscelánea
- "The Piano Player" y conversación con el autor en New sounds in American fiction, editor Gordon Lish (1969).
- The Slightly Irregular Fire Engine or the Hithering Thithering Djinn (literatura infantil), Farrar, Straus, 1971.
- Great Days (obra teatral; basada en su cuento del mismo título), estrenada off-Broadway en el American Place Theater, 1983.
- The Teachings of Don B.: Satires, Parodies, Fables, Illustrated Stories and Plays of Donald Barthelme, editado por Kim Herzinger, Turtle Bay Books (New York City), 1992.
- Not-Knowing: The Essays and Interviews of Donald Barthelme, Random House (New York City), 1997.

### Traducciones al español
- Vuelve, Dr. Caligari. Barcelona: Anagrama, 1971. ISBN 84-339-0405-1.
- Prácticas indecibles, actos antinaturales. Barcelona: Anagrama, 1972. ISBN 978-84-339-0410-2.
- Paraíso. Barcelona: Anagrama, 1988. ISBN 978-84-339-3133-7.
- City Life. Barcelona: Anagrama, 1974. ISBN 978-84-339-0417-1.
- El rey. Barcelona: Círculo de Lectores, 1996. ISBN 978-84-226-5974-7.
- 40 relatos. Traducción de Alejandra Devoto. Reverso Ediciones, 2006. ISBN 84-934616-4-4.
- El Padre Muerto. Traducción de Catalina Martínez Muñoz. Sexto Piso, 2009. ISBN 978-84-96867-54-3.
- Las enseñanzas de Don B. Traducción de Enrique Maldonado Roldán. Automática Editorial, 2013. ISBN 978-84-15509-19-6.

## Premios
- Beca Guggenheim (1966).
- Time Magazine Best Books of the Year list, 1971, por City Life.
- Premio Nacional de Literatura Infantil, 1972, por The Slightly Irregular Fire Engine or the Hithering Thithering Djinn.
- Morton Dauwen Zabel Award from the National Institute of Arts and Letters, 1972.
- Jesse H Jones Award del Texas Institute of Letters, 1976, por The Dead Father.
- Nominado para el National Book Critics Circle Award, el PEN/Faulkner Award for Fiction y el Los Angeles Times Book Prize, por Sixty Stories, en 1982.
- Rea Award for the Short Story, 1988.